# Márton Vámos
Márton György Vámos, né le 24 juin 1992 à Budapest, est un joueur de water-polo hongrois (défenseur), champion du monde en 2013.
Il est nommé Meilleur joueur (Most Valuable Player [MVP]) lors des championnats du monde 2017, à Budapest (fina.org, 29 juillet 2017).[réf. nécessaire].

## Palmarès

### Jeux olympiques
- Jeux olympiques 2020 à Tokyo ( Japon) :
  -  Médaille de bronze du tournoi masculin

### Championnats du monde
- Championnats du monde 2013 à Barcelone ( Espagne) :
  -  Médaille d'or du tournoi masculin
- Championnats du monde 2017 à Budapest ( Hongrie) :
  -  Médaille d'argent du tournoi masculin
- Championnats du monde 2023 à Fukuoka ( Japon) :
  -  Médaille d'or du tournoi masculin
- Championnats du monde 2025 à Singapour ( Singapour) :
  -  Médaille d'argent du tournoi masculin

### Championnats d'Europe
- Championnats d'Europe 2014 à Budapest ( Hongrie) :
  -  Médaille d'argent du tournoi masculin
- Championnats d'Europe 2016 à Belgrade ( Serbie) :
  -  Médaille de bronze du tournoi masculin
- Championnats d'Europe 2020 à Budapest ( Hongrie) :
  -  Médaille d'or du tournoi masculin